# Talnakhita
La talnakhita es un mineral de la clase de los minerales sulfuros, y dentro de esta pertenece al llamado “grupo de la talnakhita”. Fue descubierta en 1968 en Talnakh, en el krai de Krasnoyarsk (Rusia), siendo nombrada así por esta localidad. Un sinónimo es su clave: IMA1967-014.

## Características químicas
Es un sulfuro de hierro y cobre. El grupo de la talnakhita son todos minerales sulfuros de cobre y hierro.
Además de los elementos de su fórmula, suele llevar como impureza níquel.

## Formación y yacimientos
Se encontró en un yacimiento de minerales del cobre y níquel, en vetas hidrotermales. También se ha encontrado en un complejo de rocas ultramáficas y como componente de los huemos submarinos.
Suele encontrarse asociado a otros minerales como: calcopirita, cubanita, djerfisherita, pentlandita, valleriíta, mackinawita, magnetita o aleaciones de metales nobles.